# بوكاينا دي ميناس
بوكاينا دي ميناس بلدية في ولاية ميناس جيرايس في المنطقة الجنوبية الشرقية من البرازيل.